# Tripterygium wilfordii
Tripterygium wilfordii es la única especie del género monotípico Tripterygium,  perteneciente a la familia de las celastráceas. Es  originaria del Este de Asia.

## Taxonomía
Tripterygium wilfordii fue descrita por  Joseph Dalton Hooker y publicado en Genera Plantarum 1: 368. 1862.
Sinonimia
- Aspidopterys hypoglauca H.Lév.
- Tripterygium hypoglaucum (H. Lév.) Hutch.
- Tripterygium regelii Sprague & Takeda[3]
- Tripterygium bullockii Hance